# Abondant (vitigno)
Abondant è un vitigno a bacca bianca, originaria della regione francese della Lorena.
È un incrocio fra Madeleine Royale e Kövidinka creato nel 1958 dall'ibridatore Alexander Wanner a Laquenexy, in Lorena (Francia).

## Caratteristiche Ampelografiche
È un vitigno vigoroso e fertile, che produce rese elevate se potato corto, ha un germogliamento precoce, il che lo espone al rischio di gelate primaverili. È sensibile alla muffa grigia (Botrytis cinerea). I grappoli sono grandi e gli acini di medie dimensioni. Matura mediamente tardi.